# Medina Schuurman
Medina Schuurman (* 6. August 1969 in Den Haag) ist eine niederländische Schauspielerin. 

## Leben
Nach dem Besuch der abiturvorbereitenden Vwo in Den Haag studierte sie das Theaterspiel an der Academie voor Dansexpressie in Amsterdam und der Academie voor Theater in Eindhoven. Sie arbeitete danach in leitender Anstellung bei einem Amsterdamer Casting-Unternehmen („Harry Klooster Casting“). Zwischen 2001 und 2003 war sie auch für das junge Castingbüro „Oi Mundo“ tätig und half auch bei dessen Gründung.
Als Schauspielerin wirkte sie von 2001 bis 2006 als Donna de la Fuentera in der auf Tien ausgestrahlten Serie Rozengeur & Wodka Lime (78 Folgen) mit. Ab 2010 übernahm sie die Rolle der Sandrina Breusink in de Krimiserie Penoza, neben u. a. Monic Hendrickx, Fedja van Huêt und  Raymond Thiry.
Sie wohnt in Amsterdam. Zusammen mit der Schauspielerin Isa Hoes betreibt sie hier eine Ratgeberplattform für Frauen jenseits des 40. Lebensjahres,  welche sich z. B. auch in ihren Wechseljahren befinden oder sich beruflich neu orientieren möchten.

## Filmografie

### Fernsehen
- Niemand de deur uit! als Marieke de Bruin (1993) (Comedyserie)
- Goede tijden, slechte tijden als Simone Hoogland (Folgen 1311, 1314 und 1315, 1997) (Seifenoper)
- Villa Achterwerk – verschiedene Auftritte (Jugendsendung)
- Rozengeur & Wodka Lime als Donna de la Fuentera (2001–2006) (Sozialdramaserie)
- Flikken Maastricht als Claire Degryse (2010) (Folge Ome Will) (Kriminalserie)
- Penoza als Sandrina Breusink (2010–2017) (Kriminalserie)
- Celblok H als Catelijne 'Caat' Bergsma (2016–2017) (Gefangenendramaserie)
- De Kuthoer als  'uitgever' (2020) (Fernsehfilm)
- Commando’s als Roos (2020) (Kriegsdrama)

### Film
- Lost in Amsterdam Rolle unbekannt (1989)
- M.A.N. als Olga van Walraven (2009)
- Der Low-Budget Stuntman als Inge (2017)
- My Foolish Heart als Wilma (2018)
- Rafaël als Annet (2018)
- Penoza: The Final Chapter als Sandrina Breusink (2019)

## Bibliografie
Mit Isa Hoes schrieb sie auch an drei Büchern:
- Te Lijf: De kunst van het mooi uuder worden (2016)
- I'M Lijfboek. Voel je goed, voel je mooi (2018)
- Hoe ouder, hoe mooier - De 2e helft Te Lijf (2020)